# John Wroe
John Wroe (East Bowling, 19 september 1782 – Fitzroy, 5 februari 1863) was een Brits sekteleider, evangelist en zelfverklaard profeet. Als laaggeschoolde zoon van een wolhandelaar leed hij aan epileptische aanvallen, waarin hij naar eigen zeggen God en engelen tot hem hoorde spreken. Hij nam geleidelijk de sekte van Joanna Southcott over en begon door Europa te trekken om joden en katholieken te bekeren. Hij overleed in Australië tijdens het werven van leden voor zijn Christian Israelite Church.

## Levensloop
Wroe werd in een dorp nabij Bradford in West Yorkshire geboren. Zijn vader wilde dat hij de wolhandel overnam, maar in plaats daarvan begon hij een boerderij. In 1819 werd hij ziek en tijdelijk blind. Tijdens zijn bedlegerigheid beweerde hij een visioen te hebben gekregen, waarin de Heilige Geest hem opriep het woord Gods te verkondigen. In de daaropvolgende jaren bezocht hij de Joodse gemeenschap in Liverpool en Huddersfield en sloot zich bij de Southcottianen aan, die binnen afzienbare tijd de apocalyps en de komst van de ‘Shiloh’ verwachtten, een obscure figuur uit Genesis. De volgelingen van Joanna Southcott waren in Ashton-under-Lyne gevestigd, waarvan Wroe stelde dat dit het nieuwe Jeruzalem moest worden.
In 1822 trok hij naar Gibraltar om te evangeliseren, maar werd er zowel uit de katholieke kerken als uit de synagoge gegooid en moest onverrichter zake terugkeren. Datzelfde jaar reisde hij naar Parijs, Straatsburg, Wenen, Triëst, Venetië, Vicenza en Milaan om nieuwe leden te ronselen en legde daartoe brieven op de altaren in de kerken en tempels die hij betrad.
Op 17 april 1823 liet Wroe zich in het openbaar besnijden en op 30 augustus dopen in de Medlock-rivier. Hij was een pleitbezorger van besnijdenis en werd gerechtelijk vervolgd door ouders van borelingen die eraan bezweken waren. Als nieuwe leider van de Southcott-sekte overtuigde hij de leden in 1830 dat hij zeven maagdelijke meisjes nodig had om hem op zijn zendingstochten te begeleiden. Een van hen zou de nieuwe ‘Shiloh’ baren. Toen zij evenwel van een dochter beviel, verloor Wroe, die reeds wegens zijn seksuele escapades in opspraak was gekomen, zijn geloofwaardigheid onder de sekteleden. Hij verliet Ashton-under-Lyne en vestigde zich met zijn vrouw en kinderen in Wrenthorpe nabij Wakefield. ‘Prophet Wroe’ werd op zijn trektochten meermaals bespot en fysiek aangevallen door de menigte die hem met stenen bekogelde. Wroe verbood zijn mannelijke volgelingen hun baard te scheren, waardoor ze eenvoudig herkenbaar waren.
De profeet, die zijn goddelijke visioenen in boekvorm uitgaf en graag donaties ontving van wie hem in zijn lucratieve trances aan zijn ziekbed bezocht, besloot bredere horizonten te verkennen en trok met het geld van zijn volgelingen naar Australië. Hij was onder de indruk van het stadhuis van Melbourne en na zijn terugkeer stelde hij dat God hem de opdracht had gegeven in Engeland een tempel te bouwen. De circa zesduizend leden van zijn sekte verplichtte hij in 1856 allen een gouden ring te kopen, die ze zich bij hem konden aanschaffen; het bleek echter een vervalsing te zijn, waarvoor Wroe de schuld op zijn goudsmid afschoof. Op een landgoed dat hij in Wrenthorpe kocht, bouwde hij een tempel naar het model van het raadhuis van Melbourne, Melbourne House genaamd. Ostentatief tekende hij een testament waarin hij de landerijen aan de geloofsgemeenschap naliet, maar in het geheim liet hij dit annuleren en zijn kinderen als erfgenamen aanwijzen. Tijdens een volgende bezoek aan Australië stierf hij eensklaps in Melbourne.

## Nalatenschap
Melbourne House in Wrenthorpe bleef tot de jaren 30 eigendom van de familie Wroe. De Christian Israelite Church in Australië bleef bestaan en gaat er tot op heden van uit dat John Wroe ‘een spreekbuis van de Heilige Geest’ was.
In 2005 schreef de lokale historicus Edward Green een boek over de geschiedenis van John Wroe, die, althans in het Verenigd Koninkrijk, grotendeels vergeten was. Schrijfster Jane Rogers publiceerde in 1991 een roman over de figuur, Mr. Wroe's Virgins, die ze in 1993 tot een serie voor de BBC bewerkte. Deze serie werd voor een BAFTA genomineerd.

## Publicaties
- 1829: Life and journal of John Wroe; with divine communications revealed to him
- 1848: A guide to the people surnamed Israelites, to preach the everlasting gospel, in a number of sermons selected from the scriptures
- 1860: Communications for full members given to John Wroe, from the first month to the twelfth month, 1859
- 1861: The life & journal of John Wroe : with divine communications revealed to him, being the visitation of the spirit of God to warn mankind that the day of the Lord is at hand
- 1862: Communications for the members of the Israelite Church, given to John Wroe
- 1880: Sermons selected from the Scriptures, by John Wroe, being a guide to the people surnamed Israelites, to preach the everlasting gospel